# César II Gonzaga
César II Gonzaga (Mantua, 1592-Viena, 26 de febrero de 1632) fue un noble italiano, segundo duque de Guastalla desde 1630 hasta el 26 de febrero de 1632.

## Biografía
Era el hijo de Ferrante II Gonzaga y su esposa, Victoria Doria, hija del famoso almirante genovés Andrés Doria. A partir de 1630 fue comisionado general imperial para Italia. Mediante el Tratado de Cherasco, que puso fin a la guerra de Sucesión de Mantua, obtuvo del Ducado de Mantua las villas de Dosolo, Luzzara y Reggiolo. 
Su reinado como duque no duró mucho, ya que murió unos meses después de que su padre dejó el trono.

## Matrimonio
En 1612 se casó con Isabel Orsini (1598-1623), hija del duque Virginio Orsini de Bracciano y Fulvia Peretti Damascenos. Tuvieron dos hijos:
- Ferrante III Gonzaga (1618-1678), quien se convirtió en su sucesor, casado con la princesa Margarita de Este, tuvieron dos hijas sobrevivientes.
- Vespasiano (1621-1687), virrey de Valencia, casado con la noble española María Inés Manrique de Lara, con descendencia.